# Indostomus spinosus
Indostomus spinosus är en fiskart som beskrevs av Ralf Britz och Kottelat, 1999. Indostomus spinosus ingår i släktet Indostomus och familjen Indostomidae. Inga underarter finns listade i Catalogue of Life.